# Kieler Sportvereinigung Holstein von 1900 1995-1996
Questa voce raccoglie le informazioni riguardanti il Kieler Sportvereinigung Holstein von 1900 nelle competizioni ufficiali della stagione 1995-1996.

## Stagione
Nella stagione 1995-1996 l'Holstein Kiel, allenato da Jens Martens, concluse il campionato di Regionalliga Nord al 18º posto e fu retrocesso in Oberliga.

## Rosa
| N. |                     | Ruolo | Calciatore       |
| -- | ------------------- | ----- | ---------------- |
|    | Germania (bandiera) | P     | Sebastian Breuss |
|    | Germania (bandiera) | D     | Kai Nydahl       |
|    | Germania (bandiera) | D     | Peter Peters     |
|    | Germania (bandiera) | D     | Thomas Rux       |
|    | Germania (bandiera) | D     | Stephan Schmidt  |
|    | Germania (bandiera) | C     | Jens Bochert     |

| N. |                     | Ruolo | Calciatore      |
| -- | ------------------- | ----- | --------------- |
|    | Germania (bandiera) | C     | Andreas Claasen |
|    | Germania (bandiera) | C     | Felix Möller    |
|    | Polonia (bandiera)  | C     | Dariusz Sztorc  |
|    | Germania (bandiera) | C     | Frank Wolf      |
|    | Germania (bandiera) | A     | Sven Bertermann |
|    | Germania (bandiera) | A     | Rainer Menzel   |

## Organigramma societario
Area tecnica
- Allenatore: Jens Martens
- Allenatore in seconda:
- Preparatore dei portieri:
- Preparatori atletici:
- Analisi video:

## Calciomercato

### Sessione estiva
| Acquisti | Acquisti         | Acquisti  | Acquisti |
| R.       | Nome             | da        | Modalità |
| -------- | ---------------- | --------- | -------- |
| P        | Sebastian Breuss | Altona 93 |          |

| Cessioni | Cessioni        | Cessioni       | Cessioni |
| R.       | Nome            | a              | Modalità |
| -------- | --------------- | -------------- | -------- |
| P        | César Thier     | Borussia Fulda |          |
| D        | Pavel Dočev     | Paderborn      |          |
| D        | Henning Hardt   | Neumünster     |          |
| C        | Oliver Held     | Schalke 04     |          |
| D        | Torben Hoffmann | Lubecca        |          |
| P        | Dirk Jacobsen   | 93 Amburgo     |          |
| A        | Irsen Latifović | Novi Pazar     |          |
| D        | Frank Weber     | TuS Celle      |          |

## Risultati

### Regionalliga

#### Girone di andata
| 6 agosto 1995, ore 15:00 CEST 1ª giornata | TuS Celle | 1 – 2 | Holstein Kiel |  |

| 9 agosto 1995, ore 18:00 CEST 2ª giornata | Holstein Kiel | 0 – 0 | Lurup |  |

| 13 agosto 1995, ore 15:00 CEST 3ª giornata | Amburgo II | 3 – 0 | Holstein Kiel |  |

| 19 agosto 1995, ore 15:00 CEST 4ª giornata | Holstein Kiel | 0 – 2 | Concordia Amburgo |  |

| 27 agosto 1995, ore 15:00 CEST 5ª giornata | Herzlake | 2 – 0 | Holstein Kiel |  |

| 3 settembre 1995, ore 15:00 CEST 6ª giornata | Holstein Kiel | 1 – 1 | Lüneburger |  |

| 10 settembre 1995, ore 15:00 CEST 7ª giornata | Osnabrück | 7 – 1 | Holstein Kiel |  |

| 17 settembre 1995, ore 15:00 CEST 8ª giornata | Holstein Kiel | 1 – 0 | Wilhelmshaven |  |

| 23 settembre 1995, ore 15:00 CEST 9ª giornata | Eintracht Braunschweig | 0 – 2 | Holstein Kiel |  |

| 8 ottobre 1995, ore 15:00 CET 10ª giornata | Holstein Kiel | 2 – 3 | 93 Amburgo |  |

| 15 ottobre 1995, ore 15:00 CET 11ª giornata | St. Pauli II | 3 – 0 | Holstein Kiel |  |

| 20 ottobre 1995, ore 18:00 CET 12ª giornata | Holstein Kiel | 3 – 1 | Norderstedt |  |

| 29 ottobre 1995, ore 15:00 CET 13ª giornata | Cloppenburg | 4 – 2 | Holstein Kiel |  |

| 5 novembre 1995, ore 15:00 CET 14ª giornata | Holstein Kiel | 1 – 1 | Atlas Delmenhorst |  |

| 12 novembre 1995, ore 15:00 CET 15ª giornata | Werder Brema II | 0 – 2 | Holstein Kiel |  |

| 19 novembre 1995, ore 15:00 CET 16ª giornata | Oldenburg | 1 – 1 | Holstein Kiel |  |

| 3 dicembre 1995, ore 15:00 CET 17ª giornata | Holstein Kiel | 1 – 2 | Kickers Emden |  |

#### Girone di ritorno
| 9 dicembre 1995, ore 15:00 CET 18ª giornata | Holstein Kiel | 0 – 4 | TuS Celle |  |

| 16 dicembre 1995, ore 15:00 CET 19ª giornata | Lurup | 1 – 0 | Holstein Kiel |  |

| 3 febbraio 1996, ore 15:00 CET 20ª giornata | Holstein Kiel | 2 – 2 | Amburgo II |  |

| 8 marzo 1996, ore 18:00 CET 21ª giornata | Concordia Amburgo | 1 – 0 | Holstein Kiel |  |

| 23 aprile 1996, ore 18:00 CEST 22ª giornata | Holstein Kiel | 0 – 1 | Herzlake |  |

| 8 aprile 1996, ore 15:00 CEST 23ª giornata | Lüneburger | 1 – 0 | Holstein Kiel |  |

| 1º maggio 1996, ore 15:00 CEST 24ª giornata | Holstein Kiel | 0 – 1 | Osnabrück |  |

| 17 marzo 1996, ore 15:00 CET 25ª giornata | Wilhelmshaven | 1 – 2 | Holstein Kiel |  |

| 23 maggio 1996, ore 18:00 CEST 26ª giornata | Holstein Kiel | 1 – 3 | Eintracht Braunschweig |  |

| 31 marzo 1996, ore 15:00 CET 27ª giornata | 93 Amburgo | 0 – 0 | Holstein Kiel |  |

| 12 aprile 1996, ore 18:00 CEST 28ª giornata | Holstein Kiel | 1 – 1 | St. Pauli II |  |

| 21 aprile 1996, ore 15:00 CEST 29ª giornata | Norderstedt | 1 – 0 | Holstein Kiel |  |

| 28 aprile 1996, ore 15:00 CEST 30ª giornata | Holstein Kiel | 1 – 1 | Cloppenburg |  |

| 5 maggio 1996, ore 15:00 CEST 31ª giornata | Atlas Delmenhorst | 0 – 2 | Holstein Kiel |  |

| 10 maggio 1996, ore 18:00 CEST 32ª giornata | Holstein Kiel | 3 – 0 | Werder Brema II |  |

| 19 maggio 1996, ore 15:00 CEST 33ª giornata | Holstein Kiel | 1 – 3 | Oldenburg |  |

| 23 maggio 1996, ore 19:30 CEST 34ª giornata | Kickers Emden | 1 – 2 | Holstein Kiel |  |

## Statistiche

### Statistiche di squadra
| Competizione      | Punti | In casa | In casa | In casa | In casa | In casa | In casa | In trasferta | In trasferta | In trasferta | In trasferta | In trasferta | In trasferta | Totale | Totale | Totale | Totale | Totale | Totale | DR  |
| Competizione      | Punti | G       | V       | N       | P       | Gf      | Gs      | G            | V            | N            | P            | Gf           | Gs           | G      | V      | N      | P      | Gf     | Gs     | DR  |
| ----------------- | ----- | ------- | ------- | ------- | ------- | ------- | ------- | ------------ | ------------ | ------------ | ------------ | ------------ | ------------ | ------ | ------ | ------ | ------ | ------ | ------ | --- |
| Regionalliga Nord | 35    | 17      | 3       | 6       | 8       | 18      | 26      | 17           | 6            | 2            | 9            | 16           | 27           | 34     | 9      | 8      | 17     | 34     | 53     | -19 |
| Totale            | 35    | 17      | 3       | 6       | 8       | 18      | 26      | 17           | 6            | 2            | 9            | 16           | 27           | 34     | 9      | 8      | 17     | 34     | 53     | -19 |

### Andamento in campionato
| Giornata  | 1 | 2 | 3  | 4  | 5  | 6  | 7  | 8  | 9  | 10 | 11 | 12 | 13 | 14 | 15 | 16 | 17 | 18 | 19 | 20 | 21 | 22 | 23 | 24 | 25 | 26 | 27 | 28 | 29 | 30 | 31 | 32 | 33 | 34 |
| --------- | - | - | -- | -- | -- | -- | -- | -- | -- | -- | -- | -- | -- | -- | -- | -- | -- | -- | -- | -- | -- | -- | -- | -- | -- | -- | -- | -- | -- | -- | -- | -- | -- | -- |
| Luogo     | T | C | T  | C  | T  | C  | T  | C  | T  | C  | T  | C  | T  | C  | T  | T  | C  | C  | T  | C  | T  | C  | T  | C  | T  | C  | T  | C  | T  | C  | T  | C  | C  | T  |
| Risultato | V | N | P  | P  | P  | N  | P  | V  | V  | P  | P  | V  | P  | N  | V  | N  | P  | P  | P  | N  | P  | P  | P  | P  | V  | P  | N  | N  | P  | N  | V  | V  | P  | V  |
| Posizione | 5 | 6 | 11 | 14 | 14 | 15 | 15 | 14 | 13 | 15 | 15 | 15 | 15 | 15 | 14 | 13 | 14 | 15 | 16 | 15 | 17 | 17 | 18 | 18 | 18 | 18 | 18 | 18 | 18 | 18 | 18 | 18 | 18 | 18 |

Legenda:

Luogo: C = Casa; T = Trasferta. Risultato: V = Vittoria; N = Pareggio; P = Sconfitta.